# JR (Fotograf)

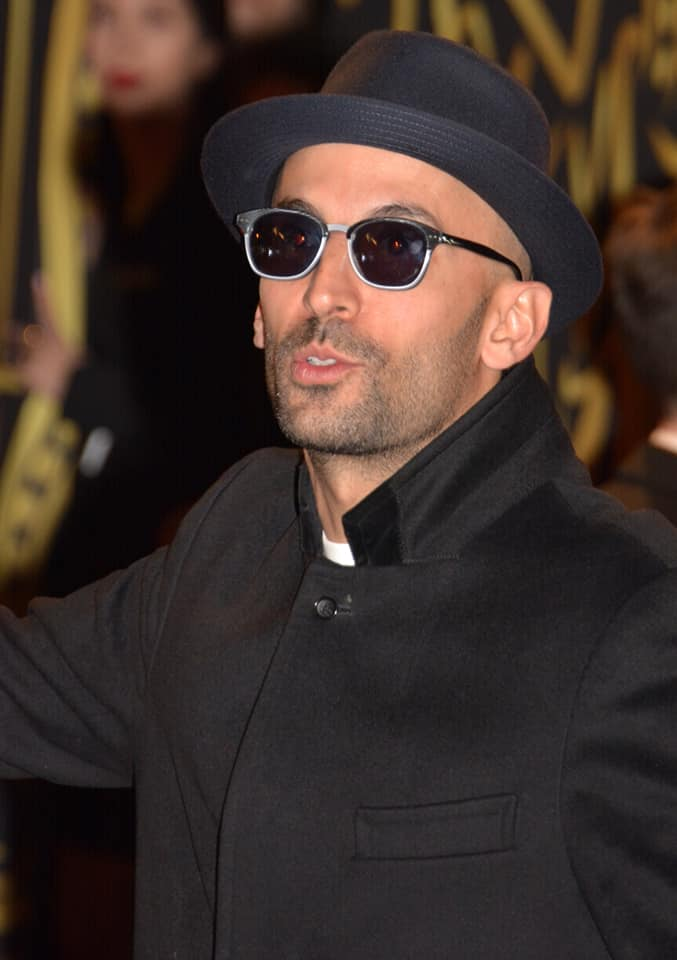
JR (2020)

JR (Jean-René; * 22. Februar 1983 in Paris) ist ein französischer Fotograf und Streetart-Künstler.

## Leben und Werke
JR wurde 1983 in Paris geboren. Mit 15 Jahren begann er unter dem Tag Face 3 seine ersten Graffiti auf Gebäude, Dächer und in U-Bahn-Stationen zu setzen. Als er in der Pariser Metro eine Kamera fand, nutze er diese, um seine Freunde beim Sprayen zu fotografieren. Mit etwa 17 Jahren begann er dann, Kopien dieser Fotos großflächig an Hauswände zu kleben. Daraus entstand Expo 2 rue.
In den Jahren 2004 und 2005 reiste er in verschiedene Städte, um dort andere Streetart-Künstler bei der Arbeit zu fotografieren. Zusammen mit seinen Tagebuchaufzeichnungen aus dieser Zeit veröffentlichte er diese anschließend in seinem ersten Buch Carnët de Rue. Während dieser Reise lernte er unter anderem Patrick Mc Neil von Faile und Shephard Fairey kennen und knüpfte so weitere Kontakte in die Streetart-Szene.
JR tritt stets mit Hut und Sonnenbrille auf und arbeitet nur unter seinen Initialen. Er selbst sagt darüber: „Die Mehrheit der Graffiti-Künstler beginnt damit, ihren Namen auf Wände zu taggen. Ich nehme die Namen und vor allem die Gesichter der Menschen, die am Rande der Gesellschaft leben, und gebe ihnen ihre Einzigartigkeit zurück. Das wirkt vielleicht paradox, aber es ist fast schon so, als ob ich selbst keinen Namen habe und ihnen den ihren zurückgebe … all jenen, deren Namen wir vergessen haben“.
Im Mai 2017 stellte JR im Rahmen der Filmfestspiele von Cannes den Dokumentarfilm Augenblicke: Gesichter einer Reise (Visages Villages) vor, den er gemeinsam mit Agnès Varda gedreht hatte. Der Film erhielt 2018 eine Oscar-Nominierung in der Kategorie „Bester Dokumentarfilm“.
2016 ließ er die Glaspyramide im Innenhof des Louvre durch eine Trompe-l’œil scheinbar verschwinden. 2019 vergrößerte er sie scheinbar nach unten hin und stellte sie in einen Krater. Sein Dokumentarfilm Tehachapi über den gleichnamigen Ort wurde unter anderem beim DOK.fest München gezeigt.
Im Jahr 2024 realisierte JR gemeinsam mit Alice Rohrwacher den Kurzfilm Allégorie citadine, der ins Programm des Filmfestivals von Venedig aufgenommen wurde.

## Projekte

Silent Scream, im High Line Park, New York, 2012

### Portrait of a Generation
Für sein erstes großes öffentliches Werk Portrait of a Generation porträtierte JR viele verschiedene Menschen aus Banlieues in Les Bosquets und dem benachbarten Clichy-sous-Bois. Die vergrößerten Fotos wurden schließlich mit den Namen und Adressen der einzelnen Personen versehen und rund um Montfermeil und in der Pariser Innenstadt plakatiert. Während dieser Aktion wurde er von seinem Freund Ladj Ly begleitet. Das Ziel dieses Kunstprojekts war es, die Gesichter dieser Menschen in Gegenden zu bringen, in denen man sie sonst nicht sehen oder wahrnehmen würde. Dieser Arbeitsansatz spielt auch in vielen weiteren seiner Projekte eine zentrale Rolle.
Gleichzeitig zu Portrait of a Generation entstand auch seine erste Videodokumentation Clichés de Ghetto. Da die Bilder an den Wänden im Laufe der Zeit verwittern und nicht mehr erkennbar sind, behielt JR es bei, die meisten seiner Arbeiten auch filmisch zu dokumentieren.
Dass der Künstler gerne Klischees und gesellschaftliche Vorurteile aufzeigen will, zeigt sich an einem der bekanntesten Werke dieser Zeit. Auf dem Bild ist eine Gruppe junger schwarzer Männer zu sehen, die vor einem verbarrikadierten Gebäude stehen. Einer der Männer hält etwas hoch, das von den meisten Menschen zuerst als Waffe gesehen wird. Tatsächlich handelt es sich dabei aber um eine Videokamera. Als es in diesem Gebiet 2005 zu Aufständen kam, war das Foto in verschiedenen Berichterstattungen dazu im Hintergrund zu sehen. Dadurch wurde es sozusagen JRs erste veröffentlichte Arbeit. Später wurde er von der Tate Gallery of Modern Art eingeladen, eine monumentale Version dieses Fotos an die Gebäudeseite des Museums zu plakatieren.

### Women are Heroes
Nachdem er von den Aufständen in der Favela Morro da Providência in Rio de Janeiro und dem Tod dreier Jugendlicher erfahren hatte, reiste er dorthin und verbrachte einen Monat damit, mit den dort lebenden Frauen zu sprechen. Er plakatierte die vergrößerten Fotos von den Gesichtern und Augen der Frauen, darunter auch Verwandte der ermordeten Jungen, an den Hang der Favela so, dass sie nach Rio de Janeiro blickten. Zwischen 2008 und 2010 folgten sechs weitere Installationen in verschiedenen Ländern unter dem Titel „Women are Heroes“. Das Ziel dieser Fotografien war es, die Frauen zu würdigen, ohne deren Geschichten zu romantisieren. Zu der Serie erschienen außerdem ein Buch und ein Dokumentarfilm. Dort konnten die Frauen offen über ihre Geschichten sprechen. Jede einzelne sprach über verschiedene Aspekte ihres Lebens, auch über ihr Leid, häusliche Gewalt oder den Verlust der eigenen Kinder.
Der Film zum Projekt wurde bei den Internationalen Filmfestspielen von Cannes als Wettbewerbsbeitrag gezeigt. Aus dem Bildmaterial entstand außerdem die Ausstellung JR – Women are Heroes, die 2010 in der Düsseldorfer Galerie Henrik Springmann gezeigt wurde. Die auf der Reise durch sieben Länder entstandenen Fotos wurden weltweit in verschiedenen Ausstellungen gezeigt. Premiere war im Oktober 2009 auf der Insel Île Saint-Louis in Paris. Weitere Stationen waren Cannes, dann Los Angeles und Shanghai.

### The Wrinkles of the City
Noch während JR an Women are Heroes arbeitete, begann er 2008 mit The Wrinkles of the City. Hierfür fotografierte er die ältesten Einwohner der spanischen Hafenstadt Cartagena, wo während des spanischen Bürgerkriegs große Aufstände stattfanden. Für dieses Projekt klebte er die Fotos der Menschen wieder an Häuserwände, vorzugsweise an die, denen man die Zeit und den Bürgerkrieg ansehen konnte. Er reiste in weitere Länder, um dort Menschen kennenzulernen, die verschiedene kulturelle und gesellschaftliche große Ereignisse miterlebt hatten, um deren Porträts in den jeweiligen Städten an die Wände zu bringen. The Wrinkles of the City soll Wandel und Erinnerung zeigen sowie die Wahrnehmung älterer Menschen in der Gesellschaft herausfordern.

### Inside Out Projekt

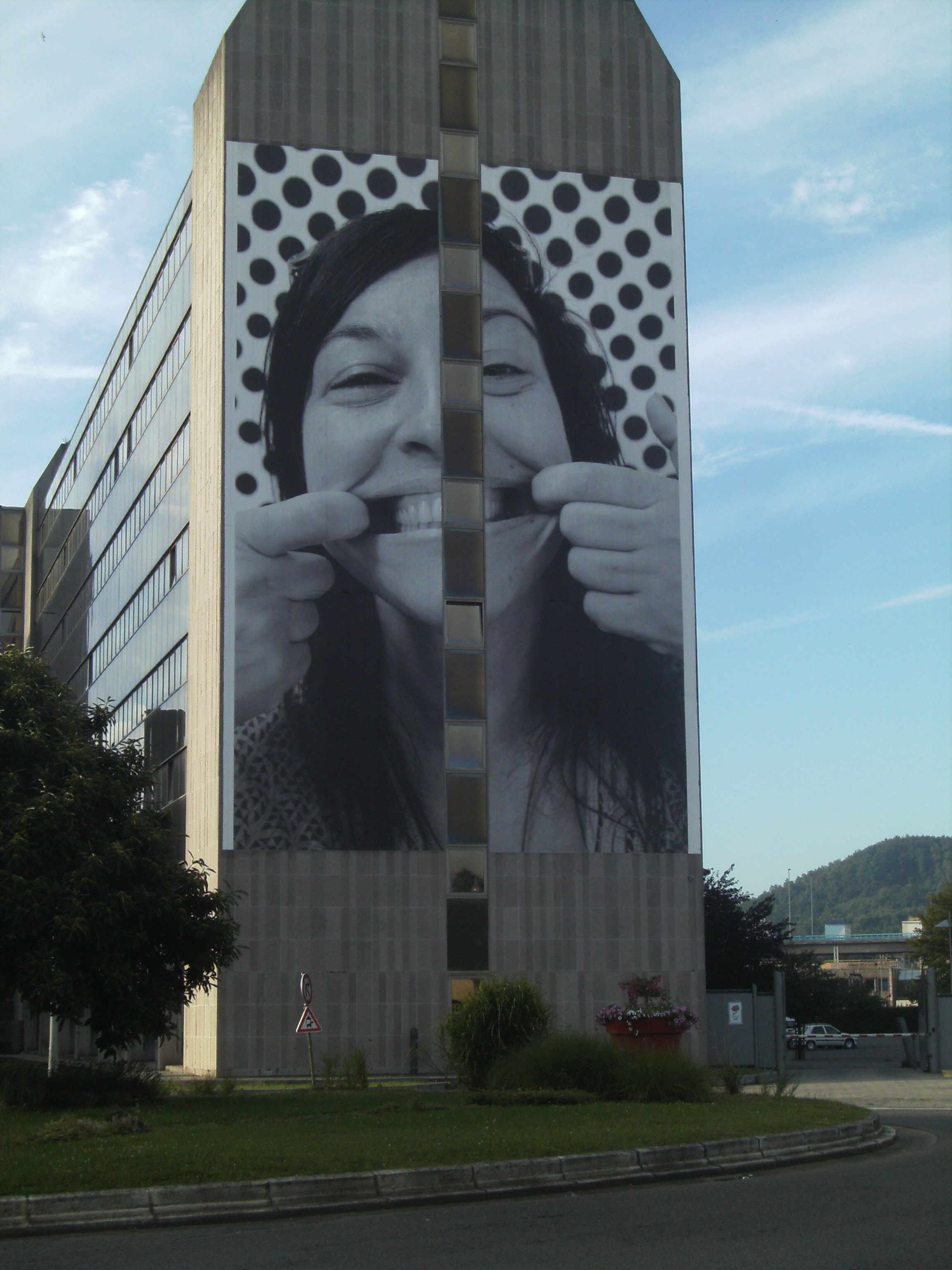
Porträt in Charleroi, 2012

2011 gewann JR mit seinem Inside Out Projekt den mit 100.000 US-Dollar dotierten TED Prize. Es ist eines der größten partizipativen Kunstprojekte der Welt, in dem die persönliche Identität in Teile der künstlerischen Arbeit einfließt, und eine Zusammenarbeit zwischen JR und den mitwirkenden Personen vor Ort. Dafür baute er Kleinlaster zu fahrenden Fotoautomaten um, um vor Ort Menschen für sein Inside Out Projekt zu porträtieren und die Fotos direkt ausdrucken zu können. Die dabei entstandenen Poster/Plakate werden dann an öffentliche Gebäude geklebt, um diese als Gesamtkunstwerke umzugestalten. Bisher  nahmen über 445 000 Menschen aus über 140 Ländern daran teil. Das Projekt dient vor allem dazu, Privatpersonen und Institutionen darin zu unterstützen, ihren Anliegen mehr Aufmerksamkeit und Sichtbarkeit zu verschaffen. Er selbst sagte dazu in seinem TED-Talk: „Ich wünsche mir, dass Sie für das einstehen, was Ihnen wichtig ist, indem Sie sich an einem globalen Kunstprojekt beteiligen; so krempeln wir die Welt um … INSIDE OUT“. Unter anderem wurde das Projekt schon für Themen wie Black lives Matter, die Not afghanischer Flüchtlinge in Belgien oder die beschnittenen Rechte der LGBTQIA+-Community in Russland genutzt.
Unter dem Titel different faces – different views zum Beispiel wurde im Rahmen des Inside Out Projekts 674 Wuppertaler und Wuppertalerinnen innerhalb von vier Tagen von dem aus Paris angereistem Team des Inside Out Projekts mit Hilfe des sogenannten Photobooths (Fototrucks) fotografiert. Die Bilder wurden umgehend als Poster ausgedruckt und an die Außenfassade des alten Weinkontors auf der Friedrich-Ebert-Straße angebracht. Das Wuppertaler Projekt wurde gegen Rassismus und für Toleranz angelegt.
Das Inside Out Projekt hat weltweit über 440000 Porträts hervorgebracht. Neben dem Pantheon in Paris (4160 Porträts), dem Times Square in New York (5806 Porträts), am Gazastreifen in Israel/Palästina (3275 Porträts) und quer durch den Norden Japans bis hin zu Tokio (24067 Porträts) wurde auch das historische Weinkontor in Wuppertal mit den Paste-Ups beklebt.

### L'Observatoire
JR wurde 2023 mit der Innengestaltung des Salonwagens L'Observatoire des Luxuszuges Venice Simplon-Orient-Express beauftragt. Der 1929 erbaute CIWL-Schlafwagen 3553 des Typs Lx wurde zur exklusiven Nutzung von zwei Reisenden umgestaltet und beinhaltet nun ein Schlafzimmer mit Badewanne, ein Badezimmer mit Dusche, einen Tagessalon und eine Bibliothek. Das Fahrzeug wurde 2024 auch auf der Biennale von Venedig ausgestellt und ist seit 2025 im Fahrgastbetrieb.

## Ausstellungen
- 2006: Murs de la Maison européenne de la photographie, Paris
- 2006: Murs de l'Espace des Blancs Manteaux, Paris
- 2006: Sidewalk Gallery, 11 Spring, Manhattan, New York
- 2007: CircleCulture, Berlin
- 2007: Artcurial, Paris
- 2007: Artitud, Berlin
- 2007: La Biennale Arte di Venezia, Arsenal, Venedig
- 2007: Foam Museum, Amsterdam
- 2007: Rencontres d’Arles, Arles, Frankreich
- 2009: Rencontres d’Arles, Arles, Frankreich
- 2009: Casa França Brasil, Rio de Janeiro
- 2010: Viva la Revolucion: A Dialogue with the Urban Landscape, Museum of Contemporary Art San Diego, San Diego
- 2011: Encrages, Perrotin
- 2012: Pattern, Perrotin
- 2013: Actions, Lazarides Rathbone, London
- 2013: JR, Contemporary arts center, Cincinnati (erste Einzelausstellung)
- 2014: Close-up Shanghai - A Project by JR, Power Station of Art, Shanghai
- 2014: Close up, Magda Danysz Gallery, Paris
- 2014: JR, Frieder Burda Museum, Baden-Baden
- 2015: A Survey Exhibition, The Hong Kong Contemporary Art Foundation [HOCA], Hong Kong
- 2015: JR Black and wight night, Nuit Blanche, Toronto
- 2015: Unframed:La voix du nord, Le Tripostal, Lille, Frankreich
- 2015: Decade. Portrait D´une Génération, Perrotin
- 2015: JR´s Picture Show, Watari-Um Museum, Tokio
- 2016: Exposition Atelier Vous êtes ici, Centre Pompidou, Paris
- 2017: Chroniques de Clichy-Montfermeil, Palais de Tokyo, Tokio
- 2017: The Wrinkles of the City, Istanbul - Body of Work, Henrik Springmann, Berlin
- 2017: Mind the gap, Château La Coste, Le Puy-Sainte-Réparade, Frankreich
- 2017: Amor Fati, Marseille
- 2018: Horizontal, Perrotin
- 2018: Momentum, la mécanique de l’épreuve, Maison Européenne de la Photographie [MEP], Paris
- 2019: Unveiling, Perrotin
- 2019: The Chronicles of San Francisco, Sketches, Pace Gallery, New York
- 2019: Patamar, Galeria Nara Roesler, Rio de Janeiro
- 2019: The Chronicles of San Francisco, San Francisco Museum of Modern Art, San Francisco
- 2019: JR:Chronicles, The Brooklyn Museum, New York
- 2020: Tehachapi, Perrotin
- 2020: Omelia Contadina, Galleria Continua, San Gimignano, Italien
- 2020: Homily to Country, NGV Triennial, Melbourne, Australien
- 2021: JR:Eye to the world, Pace Gallery, New York
- 2021: JR:Chronicles, Saatchi Gallery, London
- 2021: Black and white, Simon Studer Art, Les Acacias, Schweiz
- 2021: Contretemps, Perrotin
- 2021: JR:Chronicles, Groninger Museum, Groningen, Niederlande
- 2022: JR:Chronicles, Kunsthalle München